# Kyperská pravoslavná církev

Znak církve

Kyperská pravoslavná církev (řecky Ορθόδοξη Εκκλησία της Κύπρου, turecky Kıbrıs Kilisesi) je starobylá autokefální pravoslavná církev na území Kypru. Patří mezi nejstarší národní pravoslavné církve.
Nejvyšším představitelem kyperské pravoslavné církve je arcibiskup Nové Justiniany a celého Kypru, kterým je od roku 2023 Georgios III.

## Historie

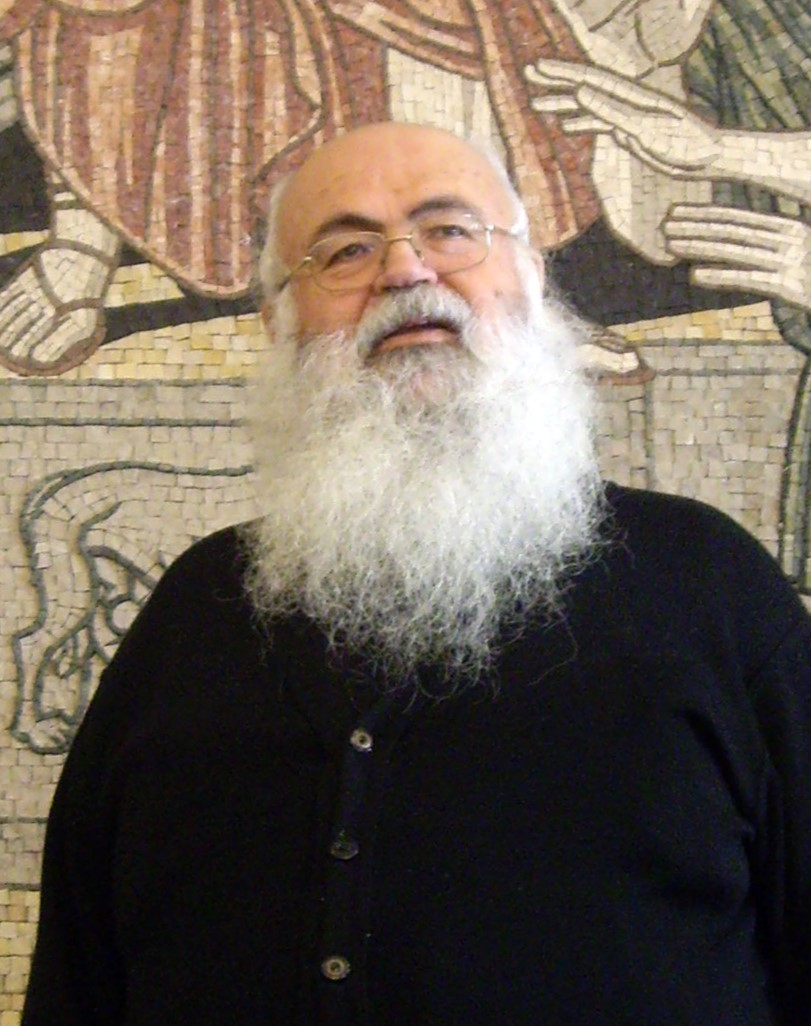
Georgios III.

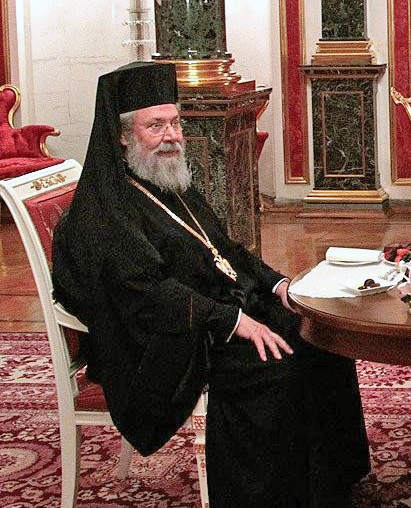
Chrysostomos II.

Podle legendy byla kyperská církev založena svatým apoštolem Barnabášem roku 47. Zpočátku patřila pod jurisdikci Antiochijské pravoslavné církve. Od roku 431 je autokefální církví. V 7. století se dostala pod arabskou moc a osamostatnila se až roku 965. Roku 1191 byl ostrov Kypr zabrán křižáky, následně vzniklo Kyperské království (dynastie Lusignanů, 1192-1489) a v letech 1489 až 1571 patřil Benátkám.
S okupací ostrova Turky roku 1571 měli někteří pravoslavní výhody, ale jejich pozice byla nejistá a majetek byl v držení Osmanské říše. Roku 1660 Turci pověřili kyperského arcibiskupa Nikefora odpovědností za výběr daní.
Růst národně osvobozeneckého cítění vyvrcholil na počátku 19. století. Po začátku Řecké osvobozenecké války roku 1821, kyperští obyvatelé také bojovali za osvobození území pod Osmanskou říší. V reakci se guvernér ostrova Mehmed Kuču pustil do krutého pronásledování kyperských pravoslavných: všichni tři metropolité (Pafoský Chrysanthos, Kitijský Meletios a Kyrenijský Lavrentios) byli popraveni a arcibiskup Kypru Kyprianos byl oběšen v Nikósii. Za pouhých pět dní od 9. do 14. července 1821 bylo zabito 486 igumenů (opatů), kněžích a starců. Téměř všechny chrámy byly přeměněny na mešity. Ve stejném roce pravoslavný antiochijský patriarcha Serafim poslal na Kypr biskupy jako nové tři metropolity a arcibiskupa Kypru.
Osmanská éra skončila roku 1878, kdy Turky porazili Britové. Příchod nové nadvlády potěšil mnoho lidí a církev, ale jejich naděje byly zmařené. Roku 1925 britská vláda prohlásila Kypr za svou kolonii. Církev se zapojila do boje za osvobození Kypru.
Roku 1960 získal Kypr nezávislost a prohlásil se republikou. Prvním prezidentem nové republiky se stal arcibiskup Makarios III.
Roku 1973 byly vytvořeny dvě nové metropolie: Morfu a Lemesos.
Po smrti arcibiskupa prezidenta Makariose se novým prezidentem stal Spyros Kyprianou a novým kyperským arcibiskupem byl jmenován Chrysostomos I. Roku 1979 byl přijat nový zákon o Kyperské pravoslavné církvi.
Dne 11. května 2007 přijal Svatý synod Kyperské církve nové rozhodnutí o zvýšení počtu biskupů na 14, jak to také bylo dříve v minulosti.
Dne 13. září 2010 schválil synod novou ústavu církve.

## Autokefální arcibiskup
Hlavou církve je arcibiskup Nové Justiniany a celého Kypru - od roku 2006 jím byl Chrysostomos II., který byl zvolen zvláštní "Radou starších", které předsedá konstantinopolský patriarcha. Zemřel 7. listopadu 2022 v Nikósii.
Od roku 2023 je arcibiskupem Georgios III.

## Administrativní členění
Administrativně se skládá z 9 devíti eparchií s titulem metropolie:
- Metropolie Pafos a Exarchát Arsinoe a Romaeon
- Metropolie Kition a Exarchát Larnaka a Lefkara
- Metropolie Kyrenia a Exarchát Lapithos a Karavas
- Metropolie Lemesos, Amathus a Kourion
- Metropolie Morfu a Soloi
- Metropolie Constantia a Ammochostos
- Metropolie Kykkos a Tillyria
- Metropolie Tamassos a Oreini
- Metropolie Trimithous

Poté se rozděluje do 3 eparchií:
- Eparchie Karpasia
- Eparchie Arsinoe
- Eparchie Amathus